# Simplicia anoecta
Simplicia anoecta là một loài bướm đêm trong họ Noctuidae.